# Bacidia trachona
Bacidia trachona är en lavart som först beskrevs av Erik Acharius, och fick sitt nu gällande namn av Lettau. Bacidia trachona ingår i släktet Bacidia och familjen Ramalinaceae.  Arten är reproducerande i Sverige. Inga underarter finns listade i Catalogue of Life.
I den svenska databasen Dyntaxa används istället namnet Bacidia coprodes för samma taxon.  Arten är reproducerande i Sverige.